# 常陳四
常陳四，即獵犬座β（Beta Canum Venaticorum、β CVn、β Canum Venaticorum），是一顆獵犬座的黃矮星，視星等4.26，是獵犬座第二亮星。視差值118.49毫弧秒，因此與地球距離為27.53光年（8.44秒差距）。
常陳四和獵犬座最亮星常陳一共同代表獵犬座中偏南方的獵犬。它的西方固有名稱 Chara 原本指「南方的狗」，不過現在專指常陳四，在希臘語（χαρά）中的意思則是「歡樂」。
在中國該星屬於太微垣的常陳星官，常陳的意思是「禁衛軍」，「常陳四」即代表該恆星是常陳星官的第四顆恆星。

## 觀測
常陳四的視星等為4.26，是獵犬座第二亮星。它的光譜類型是G0 V，屬於黃矮星，並且自1943年起它的光譜就是G0 V型的標準光譜。它的光譜中有來自色球層的極弱一次電離鈣離子（Ca II）發射線，該發射線是和其他光譜類似恆星比較時的重要參考（Ca II 發射線容易被量測到，並且可用來量測恆星色球層的活躍成度）。
常陳四被認為是金屬量稍低的恆星，不過它的質量、年齡和演化階段都顯示它和太陽相似，因此它被認為是類太陽恆星。它的質量比太陽高3%、半徑比太陽大12%、以及光度比太陽高15%。
常陳四在各分量上的空間速度是(U, V, W) = (–25, 0, +2) km/s。過去有人認為該恆星是一顆光譜聯星，但進一步的觀測證實它似乎並不是。此外，搜尋常陳四旁可能存在的棕矮星也失敗了，至少以目前儀器精確度來看並沒有這樣的伴星。一顆視星等6等的恆星獵犬座10距離常陳四1.43光年（0.44秒差距）。

## 外星生命存在可能性
2006年美國天文學家瑪格麗特·杜布爾將常陳四列為尋找外星生命的優先候選恆星。因為該恆星性質與太陽接近，天文生物學家將它列入距離太陽10秒差距內最感興趣恆星名單中。不過直到2009年仍未發現在常陳四旁有行星存在。

## 外部連結
- . SolStation.   [2006-12-06]. （原始内容存档于2013-05-02）.
- . SpaceRef.com. 2006-02-18  [2006-08-10]. （原始内容存档于2012-05-24）.